# 那卜镇
那卜镇，是中华人民共和国广西壮族自治区玉林市博白县下辖的一个乡镇级行政单位。

## 行政区划
那卜镇下辖以下地区：
名六村、那卜村、双竹村和石茅村。